# 柏培拉區
柏培拉區是索馬利亞時期的一個區，位於該國西北部的馬魯迪耶州，而該州實際上由索馬里蘭政府控制。首府為柏培拉。
此外，柏培拉區也是索馬里蘭行政區劃下薩赫勒州的其中一個行政區。

## 外部鏈結
- 柏培拉區行政區域圖 （页面存档备份，存于）